# Protoneura klugi
Protoneura klugi – gatunek ważki z rodziny łątkowatych (Coenagrionidae). Występuje w północno-zachodniej Ameryce Południowej – stwierdzony w północno-wschodnim Ekwadorze (prowincje Orellana i Sucumbíos) oraz północnym Peru (region Loreto).